# 白神新一郎
白神 新一郎（しらが しんいちろう、後にしらかみと読み方を変える、文政元年5月25日（1818年6月28日） - 明治15年（1882年）4月25日）は、現在の岡山県倉敷市出身の商人、宗教家。岡山藩池田家御用達の米穀商備中屋を経営。
安政6年（1859年）に重い眼病を患い失明、当時の出来る限りの治療や、数多の神仏に祈願するも回復せず、明治2年（1869年）に金光教祖を知り、信仰を始め、明治3年（1870年）1月金光教祖広前へ参拝。約1年にわたり熱心に信心を進めたところ、年末に霊験があり目が見え、翌正月には晴眼となる。
その信仰体験を元に、金光教での初の布教文書である『御道案内』を執筆。
家業を息子信吉に譲り、布教活動に専念する。
大阪（大阪市西区新町その後立売堀）での布教は順調であったが、当時未公認であった宗派の布教は官憲の取り締まり等が厳しく困難を極めた。
金光教祖より神号として、「しらが」を「しらかみ」と呼び変えるよう言われた。
三直信の一人近藤藤守を始め多くの弟子を育てたが、大阪から東京への布教を目指す途上で死去した。新一郎の死後、信吉は新一郎の名前を襲名した。